# Konstantyn VI (patriarcha Konstantynopola)
Konstantyn VI, grec. Κωνσταντίνος Στ', właśc. Konstantinos Arapoglou, ur. 1860 w Bursie, zm. 28 listopada 1930 w Atenach) – ekumeniczny patriarcha Konstantynopola, sprawujący urząd od 17 grudnia 1924 do 19 maja 1925.

## Życiorys
Studiował w patriarszym seminarium duchownym na wyspie Chalki (archipelag Wysp Książęcych). W 1896 został biskupem Kırkkilise (dziś Kırklareli), później pełnił także funkcję metropolity w miejscowościach Konitsa, Trapezunt i Kyzikos. Wybrany został również metropolitą Bursy, jednak ze względu na działania wojny grecko-tureckiej nie mógł objąć urzędu.
Po śmierci patriarchy Grzegorza VII Konstantyn został wybrany jako locum tenens; następnie został wybrany na jego następcę. W 1925 rząd turecki, który nie zaakceptował wyboru, zmusił Konstantyna do opuszczenia Turcji. W obronie patriarchy wystąpił m.in. papież Pius XI, dążący do wznowienia rozmów na temat ewentualnej unii Kościołów katolickiego i prawosławnego, jednak rząd turecki się nie ugiął. 30 stycznia 1925 Konstantyn wyjechał do Aten, gdzie cztery miesiące później zrezygnował z godności patriarchy.